# Cavariella konoi
Cavariella konoi är en insektsart som beskrevs av Takahashi 1939. Cavariella konoi ingår i släktet Cavariella och familjen långrörsbladlöss. Arten är reproducerande i Sverige. Inga underarter finns listade i Catalogue of Life.